# 高阳桥
高阳桥是一座清代石质双孔廊桥，位于中国安徽省黄山市徽州区潜口镇唐模村檀干溪上。桥名是为了纪念唐模许氏的祖宗之地高阳郡（位于今河北省）。桥上下皆有水坝，以减缓水流冲击。桥廊五开间，可观赏水街风光。
2019年10月，高阳桥作为唐模檀干园的子项公布为全国重点文物保护单位。